# Trillion Game
Trillion Game (トリリオンゲーム, Toririon Gēmu) est une série de mangas japonais écrite par Riichiro Inagaki et illustrée par Ryoichi Ikegami. Elle a été publiée dans le magazine manga seinen de Shōgakukan, Big Comic Superior, à partir du 11 décembre 2020.
Elle fait l'objet d'une adaptation en série télévisée, diffusée sur le réseau TBS du 14 juillet au 15 septembre 2023, puis d'une adaptation en anime produite par Madhouse et réalisée par Yūzō Satō, diffusée du 3 octobre 2024 au 28 mars. Un film est annoncé pour 2025.

## Synopsis
Haru, jeune homme à l'ambition débordante, sort à peine de l'Université et s'apprête à rentrer dans la prestigieuse entreprise « Dragon Bank ». Il croise le chemin de Gaku, une ancienne connaissance. Ce dernier, geek dans l'âme, a du mal à se couler dans le moule de l'entreprise à cause de ses lacunes sociales. Les deux hommes décident de s'associer pour créer une entreprise susceptible de valoir à terme un billion de dollars.

## Personnages
Haru Tennōji (天王寺 陽, Tennōji Haru)
Sorti de l'université, il s'agit d'un jeune homme très intelligent et d'une bonne force physique. Ses compétences naturelles en communication lui permettent de trouver une place dans les plus prestigieuses entreprises rapidement. Mais son ambition et sa soif d'argent l'obligent à créer sa propre affaire et pour cela il faut quelqu'un avec des compétences techniques, ce qui n'est pas sa spécialité.
Manabu "Gaku" Taira (平 学, Taira Manabu)
Gaku est un excellent ingénieur en informatique et est très doué en piratage, il peut être classé dans les geeks. Mais sa timidité et ses difficultés en communication ne lui permet pas d'être recruté en entreprise. Il va finalement s’associer avec Haru pour monter une entreprise car ce dernier reconnaît ses compétences en développement.

## Publication
Trillion Game, écrit par Riichiro Inagaki et illustré par Ryoichi Ikegami, a été publié pour la première fois dans le magazine manga seinen de Shōgakukan, Big Comic Superior à partir du 11 décembre 2020,. Shōgakukan a rassemblé les chapitres dans une série de volumes sous format tankōbon dont le premier a été publié le 30 mars 2021. Le 14 février 2025, 10 volumes ont été publiés.
En France, ce sont les éditions Glénat qui éditent la série avec un premier tome sorti le 7 septembre 2022. Au 18 septembre 2024, 8 volumes ont été publiés.

### Liste des volumes
| no | Japonais         | Japonais          | Français          | Français          |
| no | Date de sortie   | ISBN              | Date de sortie    | ISBN              |
| -- | ---------------- | ----------------- | ----------------- | ----------------- |
| 1  | 30 mars 2021     | 978-4-09-861010-5 | 7 septembre 2022  | 978-2-34-405265-5 |
| 2  | 4 août 2021      | 978-4-09-861113-3 | 2 novembre 2022   | 978-2-34-405545-8 |
| 3  | 4 janvier 2022   | 978-4-09-861228-4 | 15 mars 2023      | 978-2-34-405697-4 |
| 4  | 4 juillet 2022   | 978-4-09-861320-5 | 21 juin 2023      | 978-2-34-405698-1 |
| 5  | 28 octobre 2022  | 978-4-09-861456-1 | 20 septembre 2023 | 978-2-34-405868-8 |
| 6  | 30 mars 2023     | 978-4-09-861605-3 | 3 janvier 2024    | 978-2-34-406123-7 |
| 7  | 12 juillet 2023  | 978-4-09-861853-8 | 2 mai 2024        | 978-2-34-406395-8 |
| 8  | 30 novembre 2023 | 978-4-09-862626-7 | 18 septembre 2024 | 978-2-34-406496-2 |
| 9  | 30 avril 2024    | 978-4-09-862691-5 | 21 mai 2025       | 978-2-34-406683-6 |
| 10 | 14 février 2025  | 978-4-09-863035-6 | 19 novembre 2025  | 978-2-34-407093-2 |

## Drama
Le 23 mars 2023, un Drama adaptant le manga en série en prise de vues réelles est annoncé.

### Liste des épisodes
| No | Titre français | Titre japonais                                             | Titre japonais | Date de 1re diffusion |
| No | Titre français | Kanji                                                      | Rōmaji | Date de 1re diffusion |
| -- | -------------- | ---------------------------------------------------------- | --- | --------------------- |
| 1  | Épisode 1      | 世界一のワガママ男＆気弱なパソコンオタクの最強タッグ誕生！ | Sekaiichi no wagamama otoko to kiyowana pasokon otaku no saikyō taggu tanjō! (L'équipe la plus forte de l'homme le plus égoîste du monde et du timide geek de l'informatique est née !) | 14 juillet 2023       |
| 2  | Épisode 2      | 遂に会社設立！社長は新入社員!?                             | Tsuini kaisha setsuritsu! Shachō wa shin'nyū shain!? (L'entreprise enfin créée ! Le président est un nouvel employé !?)                                                                 | 21 juillet 2023       |
| 3  | Épisode 3      | 目指せナンバー１！ホスト対決で歌舞伎町を制す!?             | Mezase nanbā 1! Hosuto taiketsu de kabukichō o seisu! ? | 28 juillet 2023       |
| 4  | Épisode 4      | 新たな仲間とゲームで一攫千金!?ワガママ男の逆襲がはじまる！ | Aratana nakama to gēmu de ikkakusenkin!? Wagamama otoko no gyakushū ga hajimaru! | 4 août 2023           |
| 5  | Épisode 5      | 壊れかけた友情…これが僕の喧嘩の仕方だ！                    | Koware kaketa yūjō… kore ga boku no kenka no shikatada! | 11 août 2023          |
| 6  | Épisode 6      | 奇跡の大逆転!?最強タッグが仕掛けるトンデモ大作戦           | Kiseki no dai gyakuten! ? Saikyō taggu ga shikakeru tondemo dai sakusen | 18 août 2023          |
| 7  | Épisode 7      | トリリオンTV開局！新たな仲間と報道で大波乱！               | Toririon TV kaikyoku! Aratana nakama to hōdō de dai haran! | 25 août 2023          |
| 8  | Épisode 8      | 国民的人気アニメの争奪戦!?ワガママ男vsワガママ女性監督     | Kokumin-teki ninki anime no sōdatsu-sen! ? Wagamama otoko vs wagamama josei kantoku | 1er septembre 2023    |
| 9  | Épisode 9      | 最後の賭けに訪れる史上最悪の危機                           | Saigonokake ni otozureru shijō saiaku no kiki | 8 septembre 2023      |
| 10 | Épisode 10     | さよならワガママ男！全てを賭けた最後の戦い                 | Sayonara wagamama otoko! Subete o kaketa saigonotatakai | 15 septembre 2023     |

### Distribution[8]
- Ren Meguro : Haru Tennōji[9]
- Hayato Sano : Manabu « Gaku » Taira[9]
- Mio Imada : Kirika Kokuryū
- Riko Fukumoto : Rinrin Takahashi
- Kōji Kikkawa : Kazuki Kedōin
- Akari Akase : Fūka Mizuki
- Yoshitaka Hara : Shingo Sakura
- Jun Kunimura : Kazuma Kokuryū
- Kavka Shishido : Ramona Takigawa
- Kenjirō Tsuda : Kazuyoshi Kunugi
- Kōsuke Suzuki : Tōru Hebijima
- Mio Imada : Kirika « Kirihime » Kokuryū
- Ryō Ishibashi : Wolf Lee
- Seiichi Tanabe : Hayato Ukita
- Terunosuke Takezai : Tadanori Nagase

## Anime
L'adaptation en anime est annoncée le 15 septembre 2023. La série est animée par Madhouse et réalisée par Yūzō Satō. Ryunosuke Kingetsu (ja) est au scénario, Kei Tsuchiya travaille sur le design des personnages et Takurō Iga compose la musique,. La série est diffusée du 3 octobre 2024 au 28 mars 2025 au Japon sur TBS et d'autres chaines,,,,. La série est répartie en deux cours consécutifs. Crunchyroll diffuse la série en simulcast dans le monde entier, excepté en Asie.
Le générique de début est Beat the Odds, interprété par &Team, et le générique de fin est Unbelievable (アンビリーバブル, Anbirībaburu) par Klang Ruler (ja). Le générique de début de la deuxième partie est Over the Top interprété par Hiroji Miyamoto (ja) tandis que le générique de fin est Egoist interprété par Imase (ja).

### Liste des épisodes
| No | Titre français               | Titre japonais           | Titre japonais                 | Date de 1re diffusion |
| No | Titre français               | Kanji                    | Rōmaji                         | Date de 1re diffusion |
| -- | ---------------------------- | ------------------------ | ------------------------------ | --------------------- |
| 1  | Les plus cupides au monde    | 世界一のワガママ         | Sekaīchi no wagamama           | 3 octobre 2024        |
| 2  | Start up                     |                          |                                | 4 octobre 2024        |
| 3  | Tu peux gagner               | お前なら勝つだろ         | Omaenara katsudaro             | 11 octobre 2024       |
| 4  | Mauvais garçon               | ワルい男                 | Waru i otoko                   | 18 octobre 2024       |
| 5  | Le regard de la demoiselle   | 乙女の眼差し             | Otome no manazashi             | 25 octobre 2024       |
| 6  | Décrocher la lune            | 月まで欲しくて           | Tsuki made hoshikute           | 1er novembre 2024     |
| 7  | Trillion Game Co., Ltd       | 株式会社トリリオンゲーム | Kabushiki gaisha Toririon Gēmu | 8 novembre 2024       |
| 8  | La fine fleur                | 花と華                   | Hana to hana                   | 15 novembre 2024      |
| 9  | Les fleurs de Kabukichô      | 歌舞伎の花道             | Kabuki no kadō                 | 22 novembre 2024      |
| 10 | Golden Egg                   |                          |                                | 29 novembre 2024      |
| 11 | L'homme légendaire           | 幻の男                   | Maboroshi no otoko             | 6 décembre 2024       |
| 12 | Les deux crapules            | ワルがふたり             | Waru ga futari                 | 13 décembre 2024      |
| 13 | Combat au sommet             |                          |                                | 20 décembre 2024      |
| 14 | Haru vs Gaku                 | ハルVS.ガク              | Haru vs. Gaku                  | 10 janvier 2025       |
| 15 | With you                     |                          |                                | 17 janvier 2025       |
| 16 | I love money                 |                          |                                | 24 janvier 2025       |
| 17 | L'inégalable Haru            |                          |                                | 31 janvier 2025       |
| 18 | Un shot d'IT                 | ITの盃                   | T no sakazuki                  | 7 février 2025        |
| 19 | Viser la lune et non le ciel | 頂よりも空を見て         | Itadaki yori mo sora o mite    | 14 février 2025       |
| 20 | Couronne et indemnités       | 栄冠の対価               | Eikan no taika                 | 21 février 2025       |
| 21 | La paume du roi dragon       | 龍王の掌                 | Ryūō no tenohira               | 28 février 2025       |
| 22 | All in                       |                          |                                | 7 mars 2025           |
| 23 | Media Wars                   |                          |                                | 14 mars 2025          |
| 24 | I Love News                  |                          |                                | 21 mars 2025          |
| 25 | La laisse financière         | マネーの首輪             | Manē no kubiwa                 | 28 mars 2025          |
| 26 | Game Changer                 |                          |                                | 28 mars 2025          |

### Doublage
- Takeo Ōtsuka : Haru Tennōji[11]
- Shōya Ishige (ja) : Manabu « Gaku » Taira[11]

## Réception
La série a fait partie des cinquante mangas nommés pour la 7e édition des Next Manga Awards de 2021,. Le manga est classé 8e dans la liste des meilleures séries de mangas pour les lecteurs masculins dans l'édition de 2021 du guide Kono Manga ga sugoi! de Takarajimasha,. Il est également nommé pour la 15e édition du Grand prix du manga de 2022 et a été classé à la 6e place avec 55 points,.

### Œuvres
Édition japonaise
Édition standard
1. 1 2  (ja) « トリリオンゲーム（1） », sur Shōgakukan (consulté le 7 février 2023)
2. 1 2  (ja) « トリリオンゲーム（2） », sur Shōgakukan (consulté le 7 février 2023)
3. 1 2  (ja) « トリリオンゲーム（3） », sur Shōgakukan (consulté le 7 février 2023)
4. 1 2  (ja) « トリリオンゲーム（4） », sur Shōgakukan (consulté le 7 février 2023)
5. 1 2  (ja) « トリリオンゲーム（5） », sur Shōgakukan (consulté le 7 février 2023)
6. 1 2  (ja) « トリリオンゲーム（6） », sur Shōgakukan (consulté le 30 mars 2023)
7. 1 2  (ja) « トリリオンゲーム（7） », sur Shōgakukan (consulté le 29 juin 2023)
8. 1 2  (ja) « トリリオンゲーム（8） », sur Shōgakukan (consulté le 30 novembre 2023)
9. 1 2  (ja) « トリリオンゲーム（9） », sur Shōgakukan (consulté le 21 avril 2024)
10. 1 2  (ja) « トリリオンゲーム（10） », sur Shōgakukan (consulté le 9 janvier 2025)

Édition française
1. 1 2 3  « Trillion Game - Tome 8 », sur manga-news (consulté le 21 avril 2024)
2. 1 2  « Trillion Game - Tome 1 », sur Glénat (consulté le 7 février 2023)
3. 1 2  « Trillion Game - Tome 2 », sur Glénat (consulté le 7 février 2023)
4. 1 2  « Trillion Game - Tome 3 », sur Glénat (consulté le 7 février 2023)
5. 1 2  « Trillion Game - Tome 4 », sur manga-news (consulté le 7 février 2023)
6. 1 2  « Trillion Game - Tome 5 », sur manga-news (consulté le 30 mars 2023)
7. 1 2  « Trillion Game - Tome 6 », sur manga-news (consulté le 12 octobre 2023)
8. 1 2  « Trillion Game - Tome 7 », sur manga-news (consulté le 17 janvier 2024)
9. 1 2  « Trillion Game - Tome 9 », sur manga-news (consulté le 16 avril 2025)
10. 1 2  « Trillion Game - Tome 10 », sur manga-news (consulté le 26 juin 2025)